# Minha Mãe é uma Peça
Série
Minha Mãe é uma Peça 2
(2016)
Pour plus de détails, voir Fiche technique et Distribution.
Minha Mãe é uma Peça est un film brésilien réalisé par André Pellenz, sorti en 2013.

## Synopsis
Dona Hermínia, une mère de famille divorcée, décide de quitter son foyer et ses enfants sans prévenir après une dispute.

## Fiche technique
- Titre : Minha Mãe é uma Peça
- Réalisation : André Pellenz
- Scénario : Fil Braz et Paulo Gustavo d'après sa pièce de théâtre
- Musique : Plínio Profeta
- Photographie : Nonato Estrela
- Montage : Marcelo Moraes
- Production : Iafa Britz
- Société de production : Cenoura Filmes, Globo Filmes, Migdal Filmes, Paris Filmes et Telecine
- Pays :  Brésil
- Genre : Comédie
- Durée : 84 minutes
- Dates de sortie : 
  -  Brésil : 21 juin 2013

## Distribution
- Paulo Gustavo : Dona Hermínia
- Rodrigo Pandolfo : Juliano
- Mariana Xavier : Marcelina
- Alexandra Richter : Iesa
- Ingrid Guimarães : Soraia
- Suely Franco : Tia Zélia
- Herson Capri : Carlos Alberto
- Samantha Schmütz : Waldéia
- Mônica Martelli : Mônica
- Malu Valle : Dona Lourdes
- Bruno Bebianno : Garib
- Renata Ricci : Andrea

## Box-office
Le film a rapporté 21,9 millions de dollars au box-office brésilien.

## Postérité
Le film a eu deux suites, Minha Mãe é uma Peça 2 (2016) et Minha Mãe é uma Peça 3 (2019).